# 陶高图庙
陶高图庙，位于内蒙古自治区锡林郭勒盟苏尼特右旗，是一座藏传佛教格鲁派寺院。

## 简介
陶高图庙位于苏尼特右旗赛罕乌力吉苏木脑干塔拉嘎查境内，地处浑善达克沙地。清朝康熙帝曾为该庙亲自赐名。陶高图庙处在草原和沙漠的交界处，位置很重要。在第二次国共内战期间，这里是中国共产党领导的锡察革命根据地通向前方的大门，可从这里经康保、化德直达张家口。
1947年冬末，国军汽车部队及骑兵在锡林郭勒盟、察哈尔盟南部多次扫荡之后，阿勒坦鄂齐尔同协理那顺巴雅尔（中国国民党锡林郭勒盟党部秘书长）认为时机已到，便同东苏尼特旗和布里亚特的武装在陶高图庙驻扎，在此成立了中国国民党控制下的锡林郭勒盟政府，组建了武装部队，企图切断内蒙古人民自卫军骑兵11师与大后方贝子庙之间的联系，威胁内蒙古人民自卫军骑兵11师的后方基地恩格尔庙。
1948年1月26日，根据中共锡察巴乌工委的指示，内蒙古人民自卫军骑兵11师41团、骑兵16师5团决定歼灭陶高图庙之敌，部队由察北前线总指挥乌力吉敖其尔（指挥部司令员兼骑兵11师师长）和苏克勤统一指挥。担任主攻的骑兵11师41团和担任助攻的骑兵16师5团从各自驻地出发，于1月27日晚在正白旗乌兰察布庙集结，1月29日黎明前抵达目的地。1月29日拂晓，部队到达陶高图庙。当时该庙很安静，因为庙内的武装在前一天请庙内喇嘛念了保安经，故认为内蒙古人民自卫军不会来，武装人员都睡觉了。内蒙古人民自卫军骑兵16师5团在该庙以东伏击，骑兵11师41团从该庙以西主攻，骑兵11师机炮连由该庙西南方向掩护主攻部队进攻，很快攻占了该庙，敌人阵亡13人（包括一名连长），被俘90人，摔死1人。中国国民党锡林郭勒盟党部书记长那顺巴雅尔、保安团长达木丁苏荣（又译“达姆丁苏伦”）、旗长2人、蒙藏委员会委员兼保安大队长1人、西苏尼特旗保安队长1人、副官兼参议员1人、排长1人被活捉，念保安经的喇嘛自杀身亡。内蒙古人民自卫军缴获全部长短枪以及鞍马、一辆大卡车、一批物资。内蒙古人民自卫军阵亡3名战士，包括41团副团长玛席三在内的4名指战员受伤。中国国民党在锡林郭勒盟的这最后一个据点被摧毁。
1949年1月，苏尼特右旗临时政府从阿拉坦高勒迁至陶高图庙。1949年3月1日，中国共产党在苏尼特右旗的第一个党支部在陶高图庙成立，厚和任支部书记，巴图苏和、朝克（女）、道尔吉斯仁等3人任委员。